# Лорд Сноу
«Лорд Сноу» (англ. Lord Snow) — третий эпизод первого сезона сериала канала HBO «Игра престолов». Премьера состоялась 1 мая 2011 года. Сценаристами выступили Дэвид Бениофф и Д. Б. Уайсс, эпизод поставлен постоянным режиссёром сериала Брайаном Кирком. Оценки критиков были в основном положительными.
В эпизоде впервые появляется Старая Нэн в исполнении Маргарет Джон, которая умерла до премьеры сериала; эпизод посвящён её памяти.

## Сюжет

### За Узким морем
Принцесса Дейенерис (Эмилия Кларк) обживается в роли жены кхала и заслуживает уважение изгнанного рыцаря Джораха Мормонта (Иэн Глен), но её отношения с братом Визерисом (Гарри Ллойд) становятся напряжёнными, когда он в злобе нападает на неё под предлогом того, что она командует им. Ракхаро (Элиес Габел), кровный всадник Дейенерис, душит кнутом и чуть не убивает Визериса, однако Дейенерис вступается, и Визериса заставляют возвращаться в лагерь пешком.
Ирри (Амрита Ачария) замечает, что Дейенерис беременна, и делится новостью с Джорахом и Ракхаро. Недовольный Джорах тайно уходит в вольный город Квохор за припасами. В палатке Дейенерис сообщает Дрого (Джейсон Момоа), что их ребёнок — мальчик.

### В Винтерфелле
Сидя с очнувшимся Браном (Айзек Хэмпстед-Райт), няня по имени Старая Нэн (Маргарет Джон) рассказывает ему о давнишней бесконечной зиме, когда Белые Ходоки впервые появились на своих мёртвых лошадях, превращая в упырей убитых ими людей. Её историю прерывает Робб Старк (Ричард Мэдден), сообщая Брану, что его травмы неизлечимы и он никогда не сможет ходить. Бран говорит, что не может вспомнить ничего о своём падении и предпочёл бы смерть.

### На Стене
Джон (Кит Харингтон) присоединяется к другим новобранцам под твёрдой рукой сира Аллисера Торна (Оуэн Тил) и на поединке с лёгкостью побеждает всех противников. Сир Аллисер отчитывает всех за то, что не умеют сражаться, но и для Джона не находит добрых слов, называя его «Лордом Сноу» в насмешку над его происхождением и говоря, что он «наименее бестолковый из всех присутствующих». В унынии Джон просит Бенджена (Джозеф Моул) взять его с собой в долгую разведку к северу от Стены, но дядя отказывает, говоря, что «здесь человек получает заслуженное, когда заслужит».
Джон решает устроить новобранцам настоящие тренировки на мечах. Лорд-командующий Джиор Мормонт (Джеймс Космо) и престарелый слепой мейстер Эймон (Питер Вон) просят Тириона (Питер Динклэйдж), чтобы он убедил сестру и шурина прислать ещё людей для Ночного Дозора, из-за увеличения числа одичалых и слухах о возвращении Белых Ходоков. Тирион настроен скептически, но соглашается. Перед отъездом Тирион осуществляет намерение помочиться с вершины Стены и прощается с Джоном, который наконец принимает его как друга.

### В Королевской Гавани
Старки прибывают в Королевскую Гавань. Неда (Шон Бин) сразу вызывают на заседание Малого Совета короля. По пути через тронный зал Эддард сталкивается с Джейме Ланнистером (Николай Костер-Вальдау) и говорит, что Джейме убил Безумного Короля Эйриса Таргариена, отца Дейенерис и Визериса. Джейме напоминает, что Эйрис убил и его отца, и брата Эддарда; однако Эддард не считает, что на этом основании Джейме мог нарушить клятву рыцаря Королевской Гвардии.
Эддард присоединяется к Малому Совету, состоящему из брата короля, лорда Ренли (Гетин Энтони), евнуха лорда Вариса (Конлет Хилл), великого мейстера Пицеля (Джулиан Гловер) и мастера над монетой лорда Петира «Мизинца» Бейлиша (Эйдан Гиллен). Мизинец когда-то дрался на дуэли с братом Эддарда за право жениться на Кейтилин и намекает, что всё ещё любит её. Ренли объявляет, что Роберт планирует устроить большой турнир в честь назначения Эддарда Десницей короля. Эддард узнаёт, что королевский двор в крупной задолженности, в первую очередь у отца королевы, лорда Тайвина Ланнистера.
Кейтилин (Мишель Фэйрли) втайне прибывает в Королевскую Гавань. Однако двое городских стражей отводят её в бордель, принадлежащий Мизинцу. Он объясняет, что привёл её сюда, чтобы держать в безопасности и в тайне. Присутствующий Варис раскрывает, что он узнал о прибытии Кейтилин через своих шпионов. Вместе с сиром Родриком (Рон Донахи) они обсуждают покушение на Брана. Мизинец шокирует всех, признав, что кинжал убийцы раньше принадлежал ему. Он утверждает, что проиграл его Тириону Ланнистеру, поспорив на победу Джейме в предыдущем турнире. Мизинец организует встречу Эддарда с женой, и лорд Старк нехотя берёт Мизинца в союзники.
Эддард возвращается в свои покои и обнаруживает, что его дочери спорят. Арья (Мэйси Уильямс) злится на Сансу (Софи Тёрнер) за то, что та лгала, защищая Джоффри Баратеона. Нед напоминает ей, что Джоффри принц и однажды станет королём, а Санса — его женой. Узнав, что младшая дочь стремится быть фехтовальщицей и что у неё есть собственный меч, он нанимает браавосского «водного танцора» (фехтовальщика) Сирио Фореля (Милтос Еролиму), чтобы научить её искусству владения мечом.

## Производство

### Сценарий

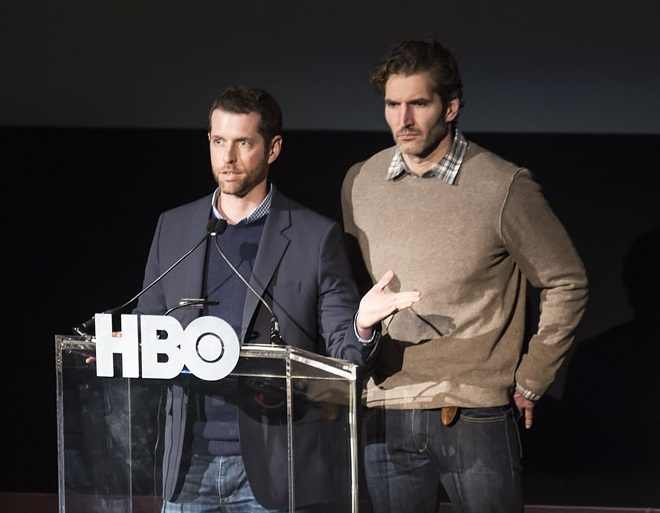
Сценарий к эпизоду написали создатели сериала Дэвид Бениофф и Д. Б. Уайсс.

Сценарий «Лорда Сноу», написанный создателями шоу и исполнительными продюсерами Дэвидом Бениоффом и Д. Б. Уайссом, основан на оригинальной книге Джорджа Р. Р. Мартина, главы 18—22, 24 и 36 (Эддард IV, Арья II, Бран IV, Кейтилин IV, Джон III, Тирион III и Дейенерис IV).

### Кастинг
Третий эпизод вводит ряд новых персонажей благодаря появлению в сюжете новых локаций — Королевской Гавани и Стены.
В столице представлены члены совета. Постоянный актёр сериала Эйдан Гиллен, известный по ролям в «Близких друзьях» и «Прослушке», играет лорда Петира Бейлиша, королевского мастера над монетой, известного как «Мизинец». Гетин Энтони играет самого младшего брата короля Ренли Баратеона, а актёр-ветеран Джулиан Гловер, наиболее известный фанатам научной фантастики и фэнтези по фильмам «Звёздные войны. Эпизод V: Империя наносит ответный удар» и «Индиана Джонс и последний крестовый поход», был взят на роль великого мейстера Пицеля, заменив актёра Роя Дотриса по состоянию здоровья. Иэн Макэлхинни играет сира Барристана Селми, командующего Королевской Гвардии, а Милтос Еролиму появляется в роли учителя фехтования Сирио Фореля. Макэлхинни ранее играл отца Гиллена в «Близких друзьях».
Иерархия Стены представлена Джеймсом Космо в роли командующего Джиора Мормонта, Питером Воном в роли слепого мейстера Эймона, Оуэном Тилом в роли тренера новобранцев сира Аллисера Торна и Фрэнсисом Мэджи в роли вербовщика Йорена.
Эпизод также отмечен первым появлением валлийской актрисы Маргарет Джон в роли Старой Нэн. 84-летняя Маргарет Джон умерла 2 февраля 2011 года, спустя несколько месяцев после завершения своих сцен, её последней роли на телевидении. Её карьера длилась 50 лет, она запомнилась по роли Дорис в телешоу BBC «Гэвин и Стейси». Дэвид Бениофф и Дэн Уайсс посвятили ей мемориальную заметку. Эпизод «Лорд Сноу» посвящён «памяти Маргарет Джон».

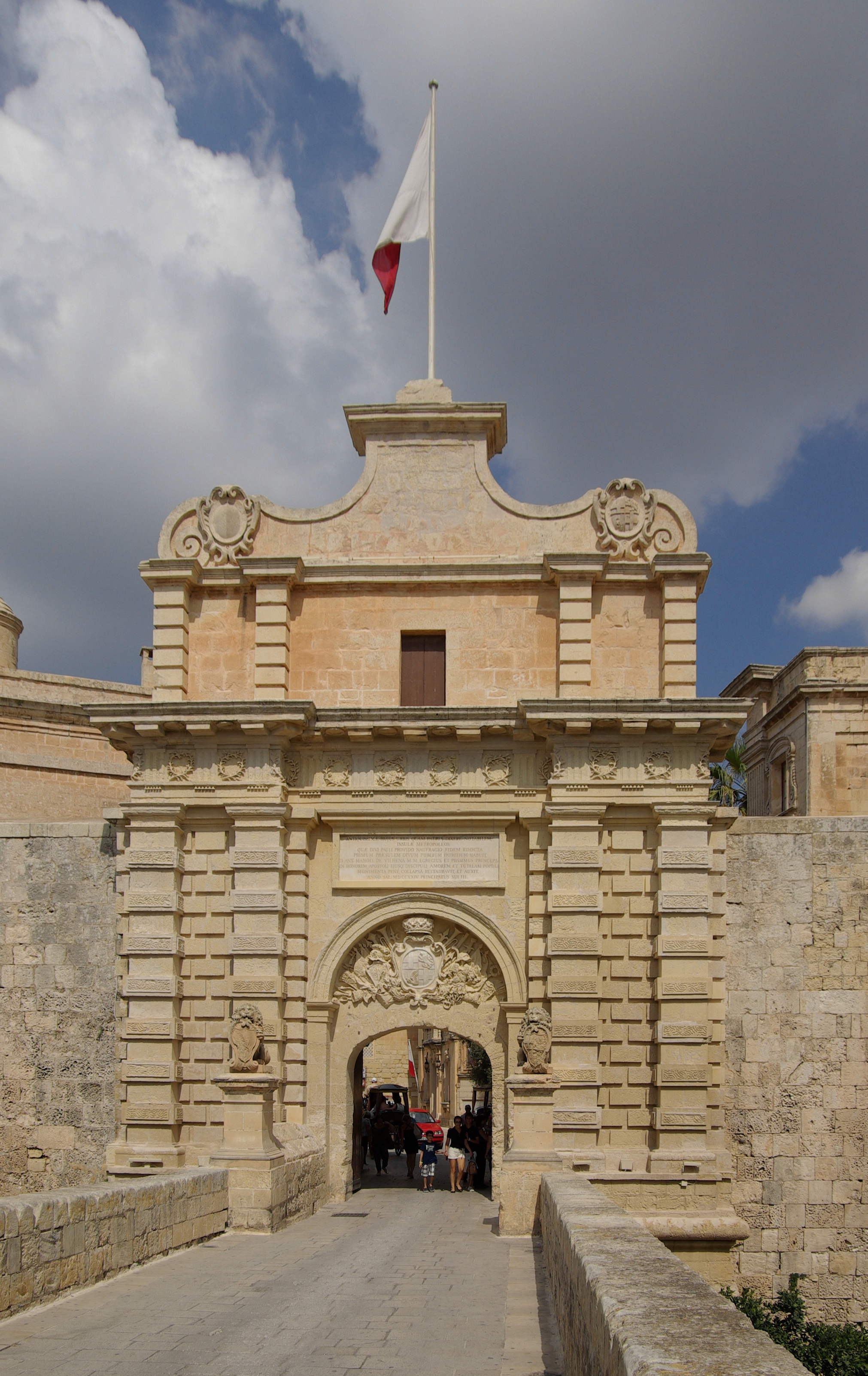
Ворота Мдины изображают ворота Красного Замка.

### Места съёмок
Для сцен на Стене были построены декорации на заброшенном карьере Магераморне, в нескольких минутах к северу от Белфаста. Декорации (внутренние и внешние) включали большой участок Чёрного Замка — двор, питомник воронов, столовую и казармы — и использовали каменную стену карьера как основу ледяной Стены, защищающей Вестерос от опасностей за её пределами. Также был построен настоящий лифт для подъёма разведчиков на вершину Стены.
Улицы Королевской Гавани снимались на Мальте. Ворота форта Рикасоли послужили Королевскими Воротами в начале эпизода, когда королевская свита въезжает в город. Вход в Красный Замок, через который Кейтилин и Родрик входят в форт, — это ворота Мдины; площадь Мескита в Мдине — место перед борделем лорда Бейлиша.

## Реакция

### Рейтинги
Во время первого показа «Лорда Сноу» посмотрели 2,4 миллиона зрителей, что на 10% больше по сравнению с предыдущими двумя эпизодами. После повтора аудитория достигла 3,1 миллиона зрителей, что сочли хорошим результатом, учитывая, что на Западном Побережье показ прервала новость о смерти Усамы Бен Ладена.

### Реакция критиков
Хотя большинство критиков дали «Лорду Сноу» положительные отзывы, многие полагали, что он страдает от необходимости представить множество новых персонажей и мест действия.